# ICC-профиль
В управлении цветом ICC-профилем называют набор данных, характеризующий устройство цветного ввода или вывода или цветовое пространство согласно стандартам, провозглашенным Международным консорциумом по цвету. Профили описывают цветовые атрибуты некоторого устройства или требования к внешнему виду[чего?] путём определения соответствий между пространством цветов, воспринимаемым или воспроизводимым устройством, и пространством связи профиля (profile connection space, PCS). Это PCS может быть LAB или XYZ. Соответствия могут определяться таблицами, к которым применяется интерполяция, или через ряд параметров для преобразования.
Каждое устройство, получающее или показывающее цвета, может иметь свой профиль. Некоторые производители снабжают свои продукты профилями. Также есть средства, позволяющие пользователям создавать собственные цветовые профили, обычно используя для этого колориметр.
ICC в точности определяет формат профилей, но не определяет алгоритмов и деталей их обработки. Это значит, что есть почва для различий между разными приложениями и системами, работающими с ICC-профилями.
Текущая версия спецификации — 4.3.

## Детали
Чтобы увидеть, как это[что?] работает на практике, допустим, что у нас есть отдельные пространства цветов RGB и CMYK, и мы хотим преобразовывать[что?] из RGB в CMYK. Первый шаг — получение[откуда?] двух связанных[с чем?] ICC-профилей. Чтобы выполнить преобразование, каждый[сколько?] триплет[прояснить] RGB вначале конвертируется в PCS с помощью профиля RGB[какого?]. Если нужно[кому?], PCS конвертируется между[прояснить] L*a*b и CIE XYZ, это преобразование определено[чем?] точно. Затем PCS конвертируется в требуемые четыре значения C, M, Y и K.
Профиль может задавать несколько отображений, в зависимости от назначения. Эти отображения дают выбор между ближайшими возможными цветовыми соответствиями и перестройку целых цветовых диапазонов, доступных для разных гамм.
Профессиональная коррекция профиля не доступна в домашних условиях[уточнить], но существует программное обеспечение[какое?], позволяющее визуально редактировать триплет цветов, в виде кривых изменения интенсивности цвета от 0 до 255.